# مونت ساينت جريجويره (كيبك)
مونت ساينت جريجويره (بالإنجليزية: Mont-Saint-Grégoire, Quebec)‏ هي بلدية محلية في كيبيك تقع في كندا في Le Haut-Richelieu Regional County Municipality. يقدر عدد سكانها بـ 3,086 نسمة ومساحتها 81.40 كم2 .